# Louis-François Lejeune
Pour les articles homonymes, voir Lejeune.
Louis-François, baron Lejeune, né le 3 février 1775 à Strasbourg et mort le 29 février 1848 à Toulouse (Haute-Garonne), est un général, peintre, graveur et homme politique français.
Il contribue à l'introduction de la lithographie en France.

## Biographie

### Un jeune artiste engagé volontaire
Après une enfance à Strasbourg, Lejeune, de retour à Paris, étudie d'abord la peinture chez Pierre-Henri de Valenciennes avec Jean-Victor Bertin. Il est reçu également à l'Académie royale de peinture, à partir de mars 1789. Mais il quitte l'atelier et part comme volontaire le 1er juillet 1792 dans la compagnie des Arts de Paris. Il reçoit son baptême du feu à la bataille de Valmy. Nommé sergent au bataillon de l'Arsenal, il passe en 1793 dans l'artillerie à La Fère, assiste aux sièges de Landrecies, du Quesnoy et de Valenciennes, où il devient aide-de-camp du général Jacob puis fait, en qualité de lieutenant-adjoint au génie, les campagnes de 1794 en Hollande et de 1795.

### Campagnes (1798-1813)
Appelé en 1798 au dépôt de la Guerre, il réussit brillamment ses examens et se voit nommé capitaine-adjoint au corps du génie. Il devient aide-de-camp du maréchal Berthier en 1800 et le reste jusqu'en 1812.
Il participe à ce titre pratiquement à toutes les campagnes des guerres de l'Empire, notamment en Espagne, où il est blessé et fait prisonnier. Capitaine après Marengo, chef de bataillon après Austerlitz, il est fait chevalier de la Légion d'honneur, puis nommé colonel le 10 mars 1809 après s'être valeureusement comporté au siège de Saragosse.
Nanti d'une première dotation en Hanovre en 1808, d'une seconde en Westphalie en 1810, il est fait baron d'Empire le 6 octobre 1810.
Le 23 septembre 1812, lors de la campagne de Russie, il est promu général de brigade et chef d'état-major de Davout. Victime de gelure au visage, il quitte son poste lors de la retraite de Russie mais est mis aux arrêts sur ordre de Napoléon Ier.
Libéré dès mars 1813, il est d'abord affecté dans les provinces illyriennes, puis rejoint à nouveau l'armée, sous les ordres du maréchal Oudinot, dont il devient le chef d'état-major. Pendant la campagne de Saxe, le général Lejeune est présent à la bataille de Lützen, au passage de la Spree, à Bautzen, etc. Il est fait officier de la Légion d'honneur et commandeur de l'ordre militaire de Maximilien-Joseph de Bavière.
À la bataille de Hoyerswerda, alors que le corps de Bülow écrase le 12e corps formé en carré dans une prairie, le général Lejeune, au risque d'être enlevé, s'aventure dans les lignes ennemies avec un bataillon, la cavalerie du général Wolff et six pièces de 12. Il brise toute l'artillerie prussienne et sauve le maréchal Oudinot et son armée.
À nouveau plusieurs fois blessé, dont la dernière à Hanau, il est autorisé à quitter l'armée en novembre 1813, après plus de vingt ans de services. Il revient alors à la peinture pour s'y consacrer pleinement.

### Vie civile et intermède militaire
Déjà titulaire de la croix de l'ordre impérial de Léopold, le général Lejeune est nommé chevalier de Saint-Louis par Louis XVIII, et promu au grade de commandeur de la Légion d'honneur en 1823.
Il reprend du service dans l'armée, devenue royale, de 1818 à 1824, comme. Il est encore commandant de la première subdivision de la 10e région militaire (Haute-Garonne) en 1831.
Le 2 septembre 1821, il épouse entre-temps Louise Clary, sœur du général Marius Clary, nièce de la comtesse de Survilliers, épouse de Joseph Bonaparte, et surtout nièce et filleule de Désirée Clary, reine de Suède par son mariage avec Jean-Baptiste Bernadotte. En 1824, le roi de Suède lui confère la grand-croix de l'ordre de l'Épée de Suède.
En juin 1837, il devient un directeur apprécié de l'École des beaux-arts et de l'industrie de Toulouse, jusqu'à la veille de sa mort.
En février 1841, il assure la direction municipale de Toulouse, nommé par le gouvernement à la suite de la démission d'Arzac.
Il est élevé à la dignité de grand officier de la Légion d'honneur par décret du 20 novembre 1841.

### L'artiste
Lejeune n'avait pas oublié ses pinceaux sur le champ de bataille, et l'amour des arts ne l'avait pas abandonné. On possède de lui un assez grand nombre de tableaux d'histoire très estimés. On distingue surtout le tableau de la bataille de Guirando, présenté en 1819 et qui eut un beau succès, et le tableau de la bataille de la Moskova, considéré comme le chef-d'œuvre de l'auteur. Il reste principalement connu pour ses tableaux de scène de batailles pleins de vigueur qui allient vérité historique et composition artistique, réalisés à l'aide de croquis pris sur le vif durant les combats.
On lui attribue généralement l'introduction, en France, de la lithographie qu'il avait vu utiliser à Munich dans l'atelier de son inventeur, Aloys Senefelder, en 1806. Il dessina aussi quelques uniformes de l'armée impériale, dont celui des lanciers de Berg de Murat et celui des aides de camp de Berthier.

### Derniers jours
Alors que se déroulent à Paris les combats de février 1848, il meurt d'une crise cardiaque à Toulouse le 26 février 1848.
Il est inhumé à Paris au cimetière du Père-Lachaise (33e division).

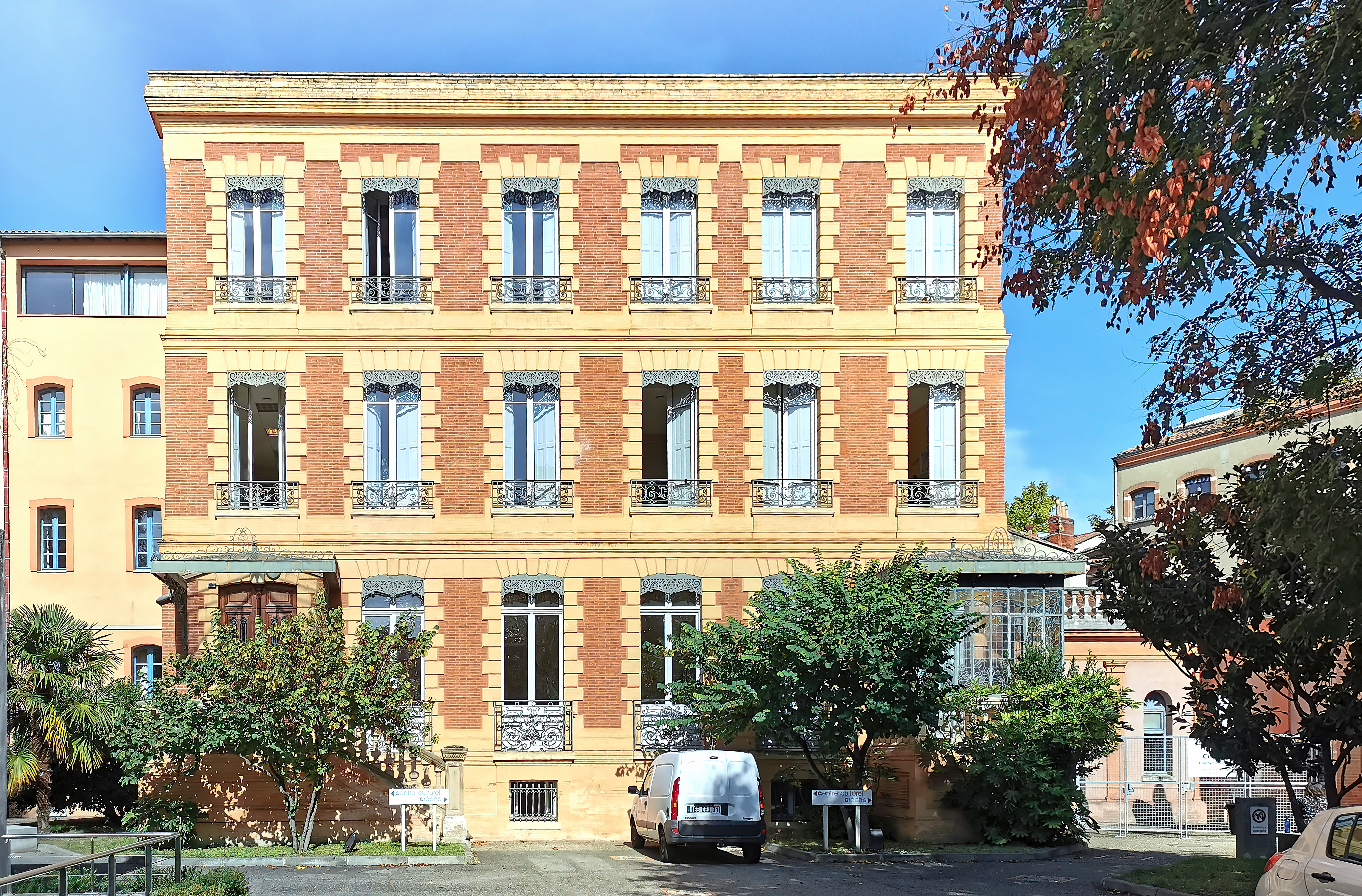
La résidence toulousaine de Louis-François Lejeune
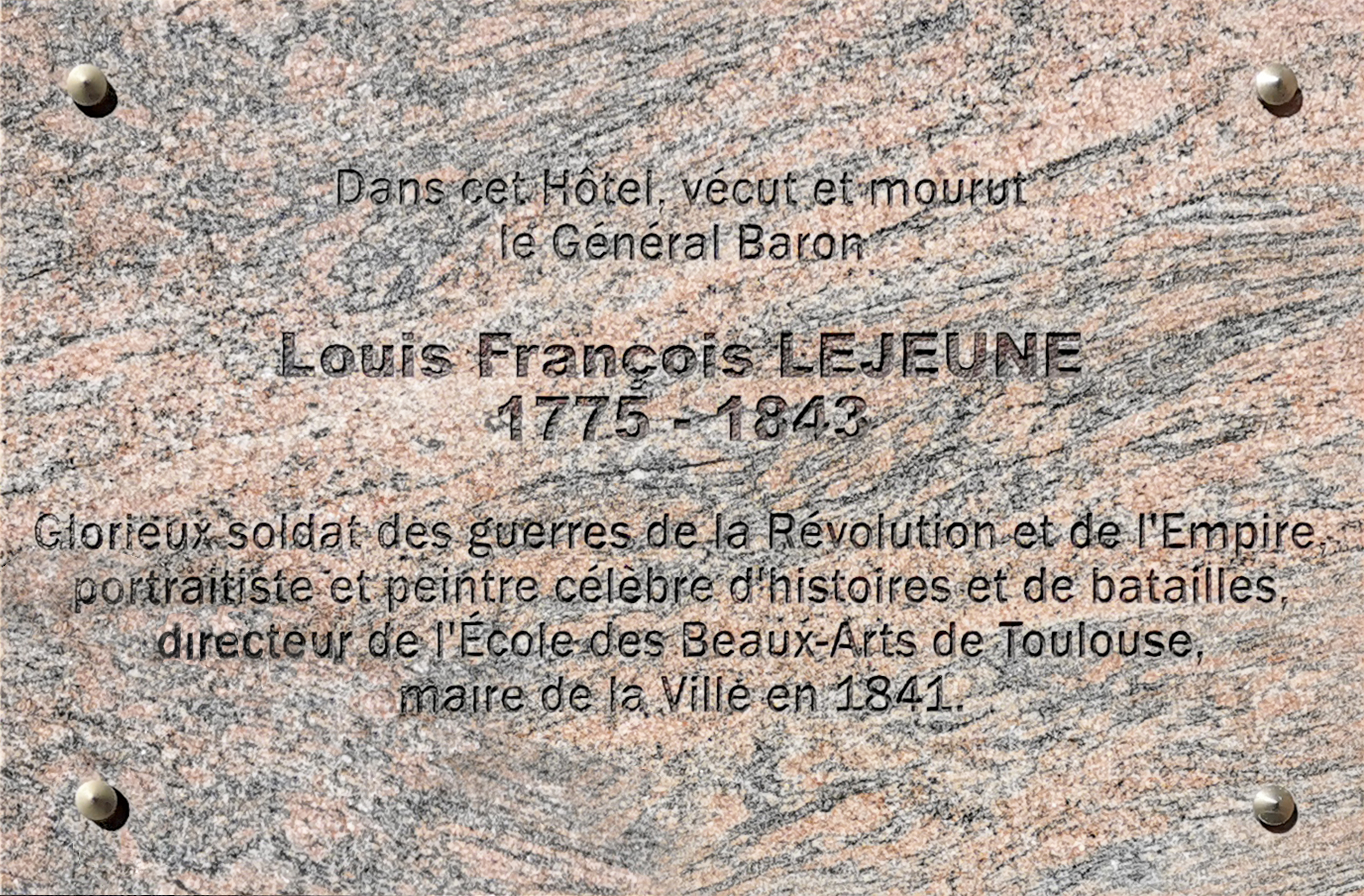
Plaque commémorative à Louis-François Lejeune à l'Hotel de Bellegarde

## Œuvre graphique

### Collections publiques
- Paris, département des Estampes et de la Photographie de la Bibliothèque nationale de France : l'ensemble de son œuvre lithographié[3].
- Toulouse, musée Paul-Dupuy : Album de dessin (1820-1829), 37 dessins[4].
- Versailles, musée de l'Histoire de France :
  - Bataille d'Aboukir ;
  - La deuxième Bataille d'Aboukir ;
  - Bataille de la Moskova ;
  - Bataille des Pyramides ;
  - Passage du Rhin ;
  - La Bataille de Lodi ;
  - Bataille du mont Thabor ;
  - Marengo ;
  - Bivouac à la veille d'Austerlitz ;
  - La Bataille de Somosierra ;
  - Le 6 juin 1825.

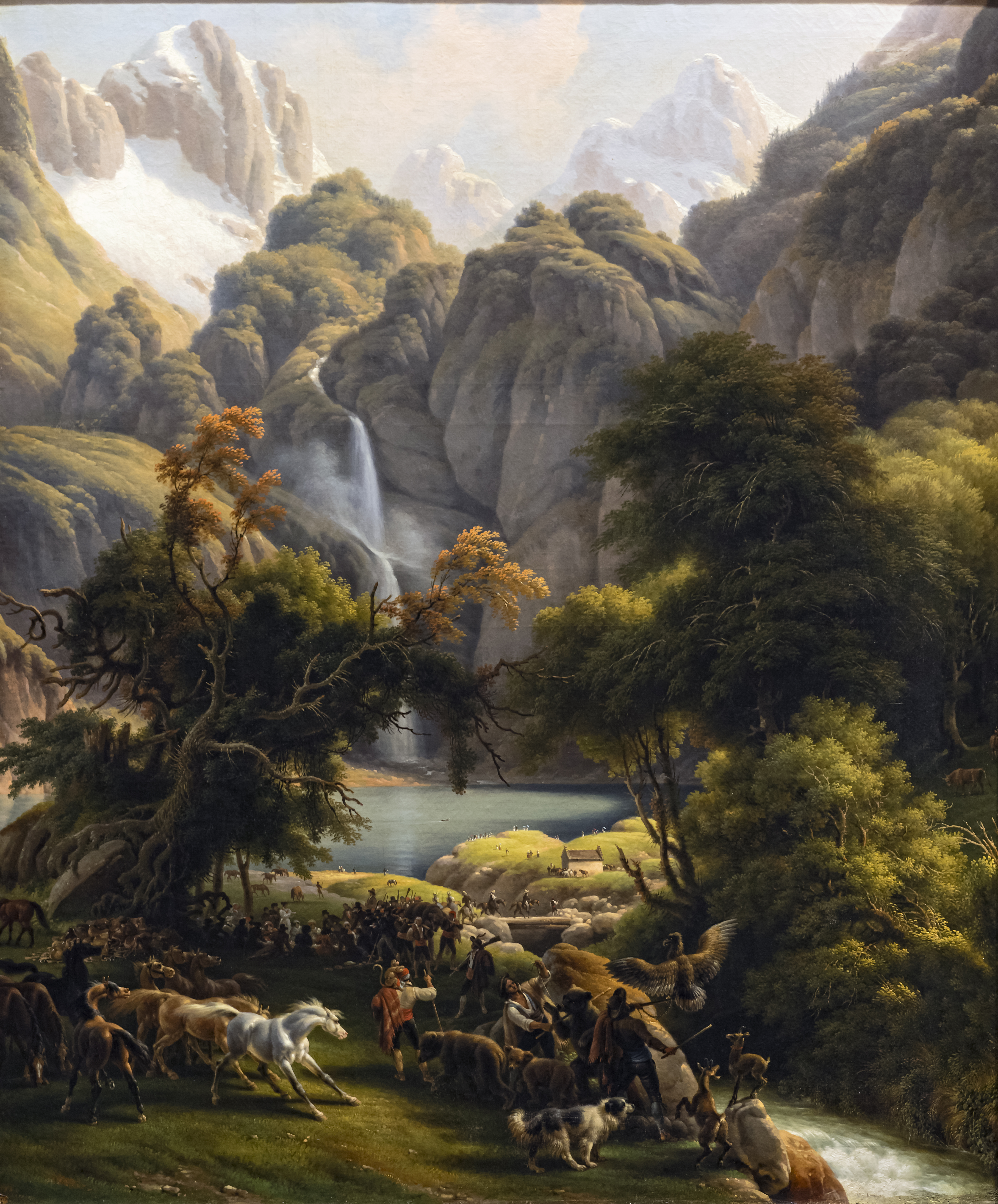
La Chasse à l'ours vers la cascade du lac d'Oô, près de Bagnères-de-Luchon (1834), musée des Augustins de Toulouse
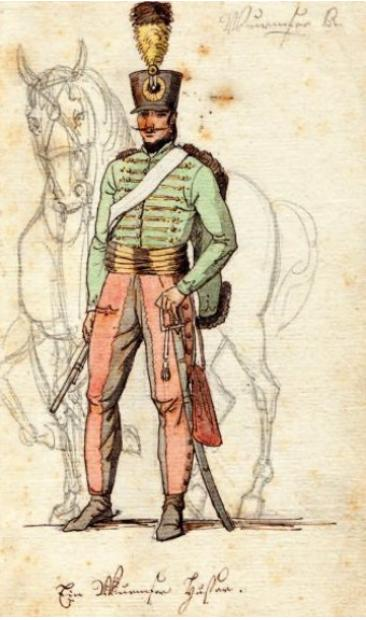
Croquis d'un hussard à Marengo, attribué à Louis François Lejeune (1800)
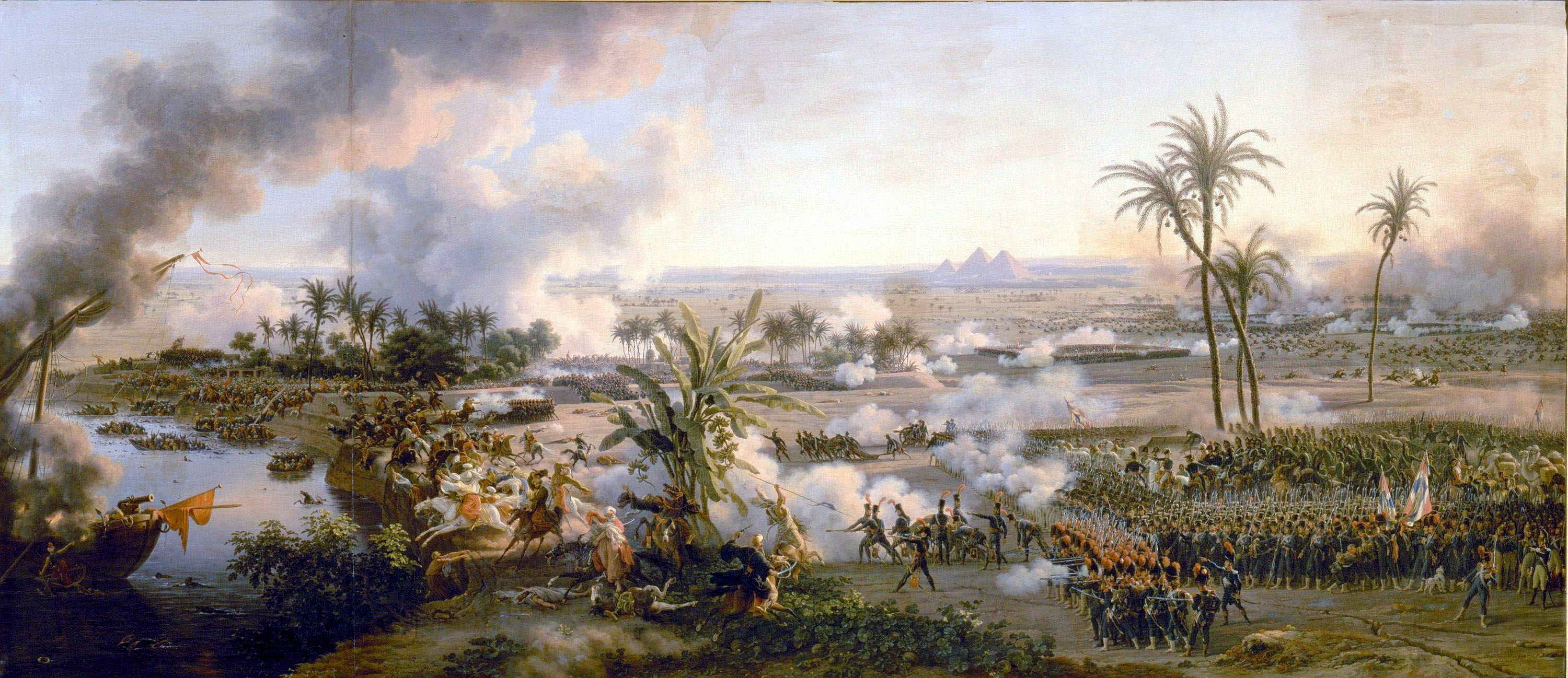
La Bataille des Pyramides (1808), Versailles, musée de l'Histoire de France

## Publications
- Sièges de Saragosse, histoire et peinture des événements qui ont eu lieu dans cette ville ouverte pendant les deux sièges qu'elle a soutenus en 1808 et 1809, Paris, Firmin-Didot frères, 1840[5].
- Mémoire du général Lejeune publiés par Germain Bapst. De Valmy à Wagram, tome I, Paris, Firmin-Didot, 1895[6].
- Mémoire du général Lejeune publiés par Germain Bapst. En Prison et en Guerre, tome II, Paris, Firmin-Didot, 1896[7]

Ses Mémoires ont fait l'objet de multiples réimpressions[Où ?].

## Titulature et distinctions

### Titres
- Baron Lejeune et de l'Empire (accordé par décret du 15 août 1809 et lettres patentes signées à Fontainebleau le 6 octobre 1810)[8] ;
- Donataire[9] :
  - En Westphalie (revenus : 6 000 fr.) par décret impérial du 19 mars 1808 ;
  - Sur Rome par décret impérial du 15 août 1809.

### Distinctions
| Grand officier de la Légion d'honneur     | Chevalier de l'ordre royal et militaire de Saint-Louis | Commandeur de l'ordre impérial de Léopold | Commandeur de l'ordre militaire de Maximilien-Joseph de Bavière |
| Grand'croix de l'ordre de l'Épée de Suède |                                                        |                                           |                                                                 |

- Légion d'honneur[10] :
  - légionnaire (4 mai 1813), puis ;
  - officier (19 novembre 1813), puis ;
  - commandeur (20 août 1823), puis ;
  - grand officier de la Légion d'honneur (21 novembre 1841).
- Chevalier de Saint-Louis (14 novembre 1814[11]).
- Ordre impérial de Léopold :
  - chevalier (autorisé le 4 avril 1810[12]), puis ;
  - commandeur[réf. à confirmer][13].
- Commandeur de l'ordre militaire de Maximilien-Joseph de Bavière[13] (1823[11]).
- Grand'croix de l'ordre de l'Épée de Suède (1824[11]).

### Hommages
- Son nom est gravé sur l'arc de triomphe de l'Étoile à Paris.

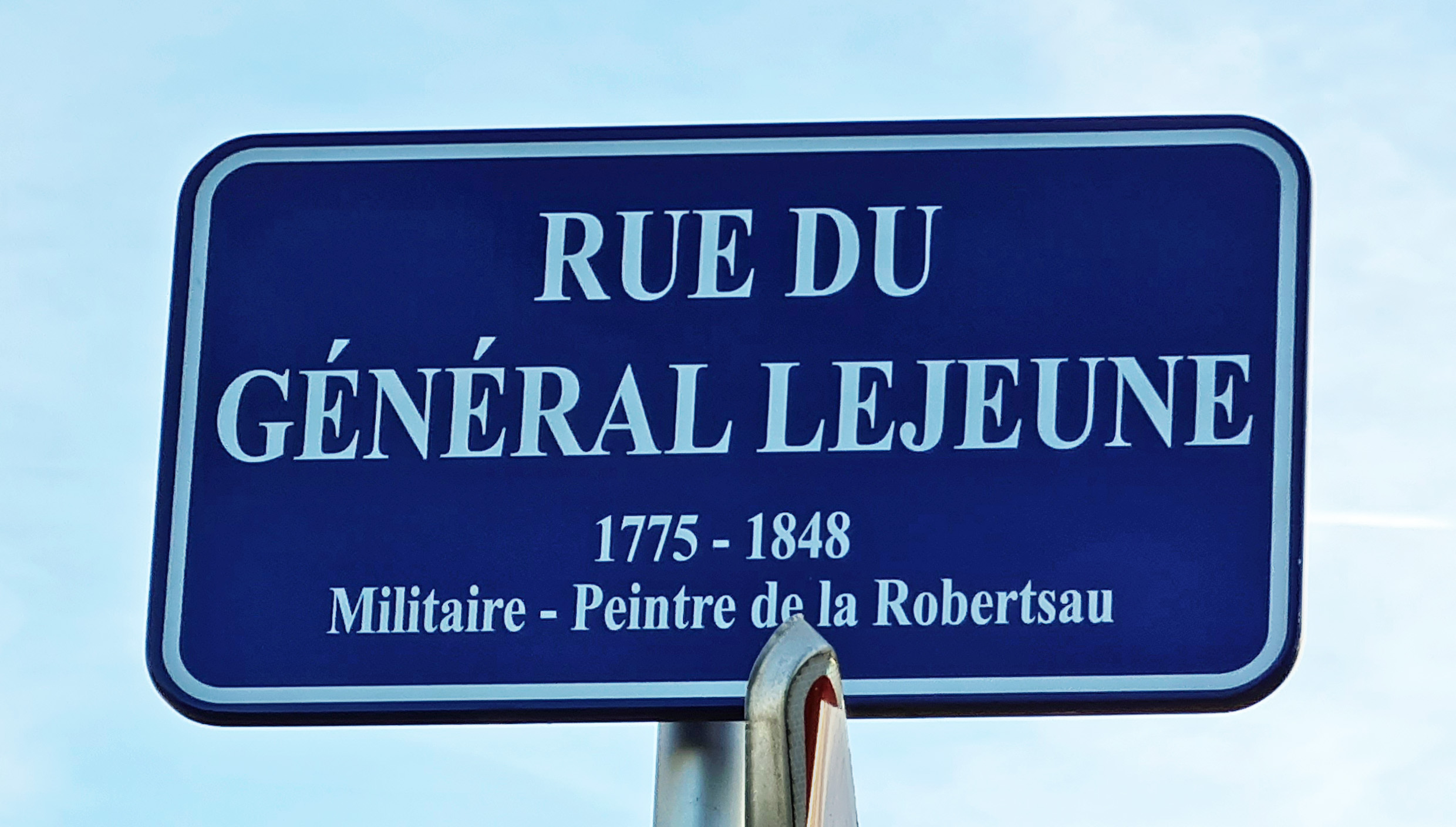
Plaque de rue à Strasbourg.

- Une rue de Strasbourg, dans le quartier de la Robertsau[14], et une rue à Toulouse portent son nom[15].
- Du 14 février au 13 mai 2012, le château de Versailles présente l'exposition Les Guerres de Napoléon. Louis François Lejeune, général et peintre[16].
- Patrick Rambaud en a fait l'un des héros de son roman La Bataille, prix Goncourt 1997.

### Armoiries
| Image | Blasonnement |
| ----- | --- |
|       | Armes du baron Lejeune et de l'Empire Coupé, au premier parti à dextre d'or au dextrochère gantelé de sable, mouvant à sénestre, tenant un compas ouvert du même ; à sénestre de gueules au signe des barons tirés de l'armée, au deuxième d'azur à la tête de Minerve en profil d'or,. - Livrée : les couleurs de l'écu. |

### Généalogie

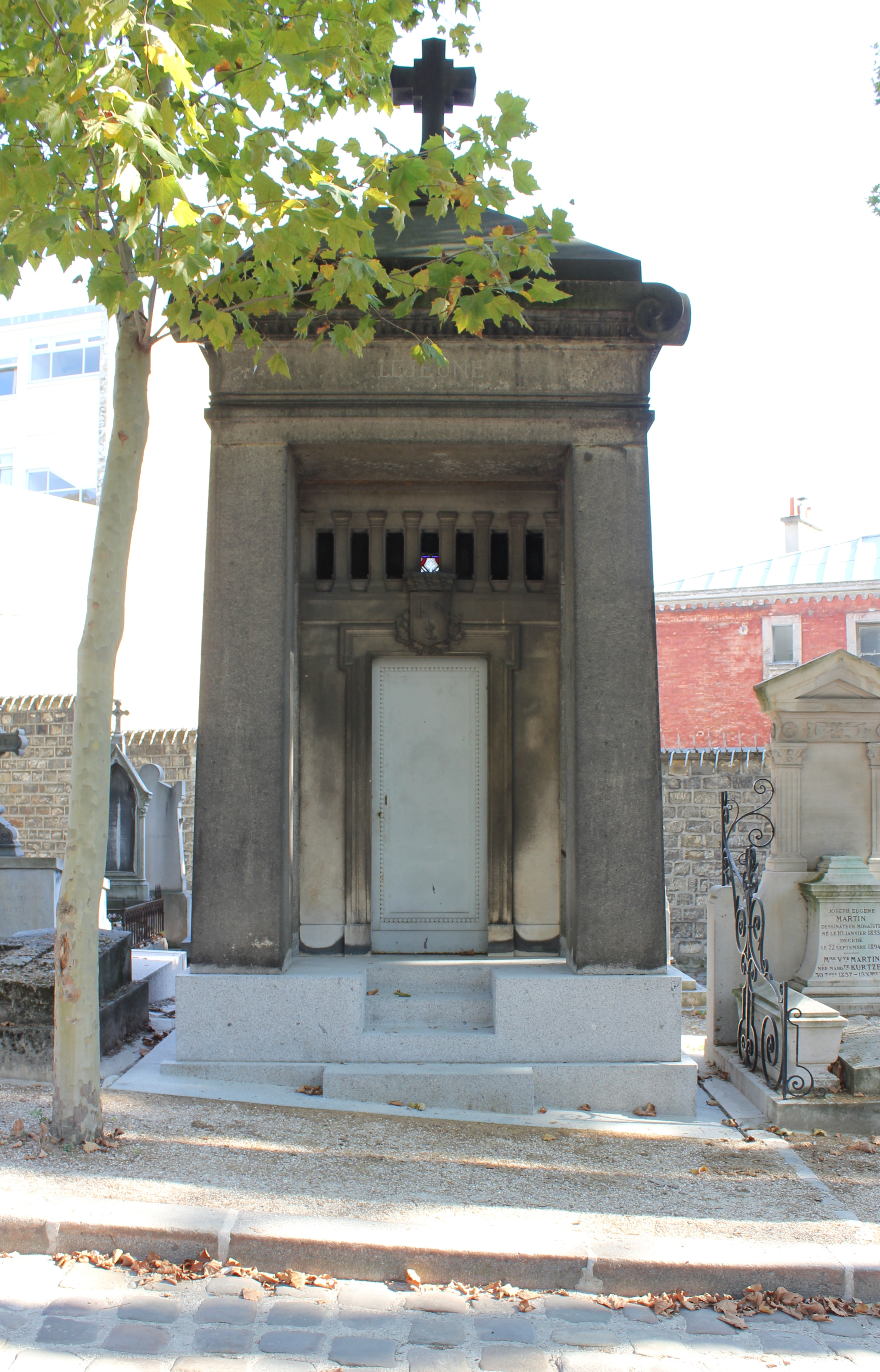
Sépulture de Louis-François Lejeune, Paris, cimetière du Père-Lachaise.

- Fils de Louis Jean Jacques Lejeune (né à Strasbourg), musicien du roi, et de Marie Catherine Tissot[15], Lejeune avait épousé, le 2 septembre 1821 à Paris, Louise Clary, nièce de Désirée Clary, dont il eut un fils :
  - Edgar Joseph Charles Désiré (Paris, 22 juin 1826 - Pau, 1er avril 1867), 2e baron Lejeune, écuyer de Napoléon III, officier de la Légion d'honneur (30 mars 1867)[17], marié, le 16 juin 1858 à Paris, avec Marie (1836-1889), fille de Jacques Ardoin (1779-1851), banquier, député, dont il eut :
    - Marie Napoléon Philippe Louis Robert (Paris VIIIe, 16 mars 1860 - 1943), 3e baron Lejeune, propriétaire du château de la Mothe-Chandeniers, vice-président de la société d'encouragement à l'élevage du cheval de guerre, chevalier de la Légion d'honneur (11 juillet 1921)[18], marié, le 20 avril 1880 à Paris VIIe, avec Louise (1858-1911), fille d'Edmond Taigny (1828-1906), maître des requêtes au Conseil d'État et collectionneur, dont postérité (il avait contracté aussi une deuxième union) :
      - Jules Marie Edgard (Les Trois-Moustiers, 31 janvier 1881 - Mort pour la France le 23 novembre 1914 à Bailleul[Laquelle ?]), 4e baron Lejeune, Saint-Cyrien (promotion du centenaire de la Légion d'honneur : 1901-1903), capitaine de la cavalerie, marié le 1er juillet 1912 avec Marguerite Malcy Caroline Alexandrine Murat (1886-1956), fille de Joachim (1856-1932), prince Murat et de Cécile Ney d'Elchingen (1867-1960), fille de Michel-Aloys Ney (1835-1881), duc d'Elchingen, dont :
        - Louise Cécile Marie (Tours, 20 avril 1913 - Paris VIIe, 5 avril 2002), mariée, le 20 avril 1933 à Paris, avec Jean-Louis du Temple de Rougemont (1910-1990), général de corps d'armée, résistant, puis commandant des forces françaises en Allemagne, commandeur de la Légion d'honneur, grand officier de l'Ordre national du Mérite, croix de guerre 1939-1945, croix de la valeur militaire, médaille de la Résistance, dont postérité ;
        - Un fils, marié, dont postérité subsistante ;

      - Hubert (vers 1885-après 1973) ;
      - Élisabeth (née vers 1883).